# Bertil Nyström
Bertil Nyström (Klippan, Suecia, 22 de mayo de 1935) es un deportista sueco retirado especialista en lucha grecorromana donde llegó a ser medallista de bronce olímpico en Tokio 1964.

## Carrera deportiva
En los Juegos Olímpicos de 1964 celebrados en Tokio ganó la medalla de bronce en lucha grecorromana estilo peso wélter, tras el luchador soviético Anatoly Kolesov (oro) y el búlgaro Kiril Petkov (bronce).